# Indicadores antrópicos
Os indicadores antrópicos, ou índices de antropização, são ferramentas usadas para avaliar as intervenções humanas no meio ambiente e apoiar a governança socioambiental e políticas sustentáveis; os resultados podem ser intervenções construtivas, destrutivas, ou indeterminadas. Os indicadores/índices são obtidos pela análise de formulários preenchidos por moradores das comunidades e do bioma amazônico sobre suas práticas de antropização; ou seja, são baseados na experiência e nos valores das comunidades autóctones e no conhecimento tradicional.

## Etimologia
A "antropização" é um termo gerado do verbo antropizar, proveniente do termo "antropia" ([ænθɹəˈpi], do grego "ἄνθρωπος", transliterado "ánthrōpos": "humano" + substantivo "ia"); que é etimologicamente toda a ação humana recorrente que provoca impactos na natureza (meio biótico ou abiótico), ou toda ação humana que provoca transformações socioculturais (práticas e valores sociais) nas comunidades em que vivem, independentemente de juízo de valor. Baseados na experiência e nos valores da comunidade tradicional (autóctone).
O "conhecimento tradicional" é um produto histórico (durante longos anos) resultado do modo de vida de uma comunidade tradicional com a biodiversidade em que está inserida (intelecto coletivo ou intelecto cultural). Este saber se reconstrói na transmissão entre as gerações e, que geralmente é feita por via oral, possui uma imediata aplicação prática nesta comunidade. De acordo com a antropóloga Manuela Carneiro da Cunha, o conhecimento tradicional e o conhecimento científico são diferentes, porém semelhantes, pois ambos são necessários e são formas de entender o mundo; de acordo com o antropólogo  Claude Lévi-Strauss, entre os povos tradicionais existem técnicas que foram desenvolvidas (algumas complexas) onde o espírito científico estava presente através da: curiosidade natural, prazer de conhecer, observações e, experiências com resultados práticos e imediatamente utilizáveis (atitudes científicas, empirismo: a experiência do real).

## Fatores
Os resultados indicam forte influência humana no meio ambiente, mostrando a necessidade de políticas sustentáveis ajustando as ações humanas e preservando o bioma. Os fatores envolvidos na antropização da Amazônia:
1. Desmatamento: exploração da madeira para criar áreas para agricultura ou pecuária, reduzido a cobertura florestal;
2. Agricultura e Pecuária: cultivo de produtos como soja e a criação de gado são responsáveis por grande parte da degradação do solo e desmatamento;
3. Infraestrutura: construção de estradas e barragens tem fragmentado os ecossistemas, alterando o ciclo hidrológico ou a biodiversidade;
4. Mineração: garimpo e extração de recursos naturais provoca poluição e degradação ambiental, afetando comunidades e ecossistemas;
5. Mudanças Climáticas: a antropização contribui para emissões de gases do efeito estufa, aumentando as mudanças climáticas.